# Cerro Quilhuiri
Cerro Quilhuiri är ett berg i Bolivia, på gränsen till Chile. Det ligger i den västra delen av landet, 400 km väster om huvudstaden Sucre. Toppen på Cerro Quilhuiri är 5 191 meter över havet, eller 341 meter över den omgivande terrängen. Bredden vid basen är 2,4 km.
Terrängen runt Cerro Quilhuiri är varierad. Trakten runt Cerro Quilhuiri är nära nog obefolkad, med mindre än två invånare per kvadratkilometer.. 
Omgivningarna runt Cerro Quilhuiri är i huvudsak ett öppet busklandskap.